# Municipio de Litchfield (Pensilvania)
El municipio de Litchfield (en inglés: Litchfield Township) es un municipio ubicado en el condado de Bradford en el estado estadounidense de Pensilvania. En el año 2000 tenía una población de 1.307 habitantes y una densidad poblacional de 16.8 personas por km².

## Geografía
El municipio de Litchfield se encuentra ubicado en las coordenadas 41°57′06″N 76°25′58″O / 41.95167, -76.43278.

## Demografía
Según la Oficina del Censo en 2000 los ingresos medios por hogar en la localidad eran de $37,986 y los ingresos medios por familia eran $41,576. Los hombres tenían unos ingresos medios de $30,923 frente a los $21,050 para las mujeres. La renta per cápita para la localidad era de $16,874. Alrededor del 7,8% de la población estaban por debajo del umbral de pobreza.